# Tidvattenlöpare
Tidvattenlöpare (Aepus marinus) är en skalbaggsart som först beskrevs av Hans Ström 1788.  Tidvattenlöpare ingår i släktet Aepus, och familjen jordlöpare. Arten är reproducerande i Sverige.

## Bildgalleri

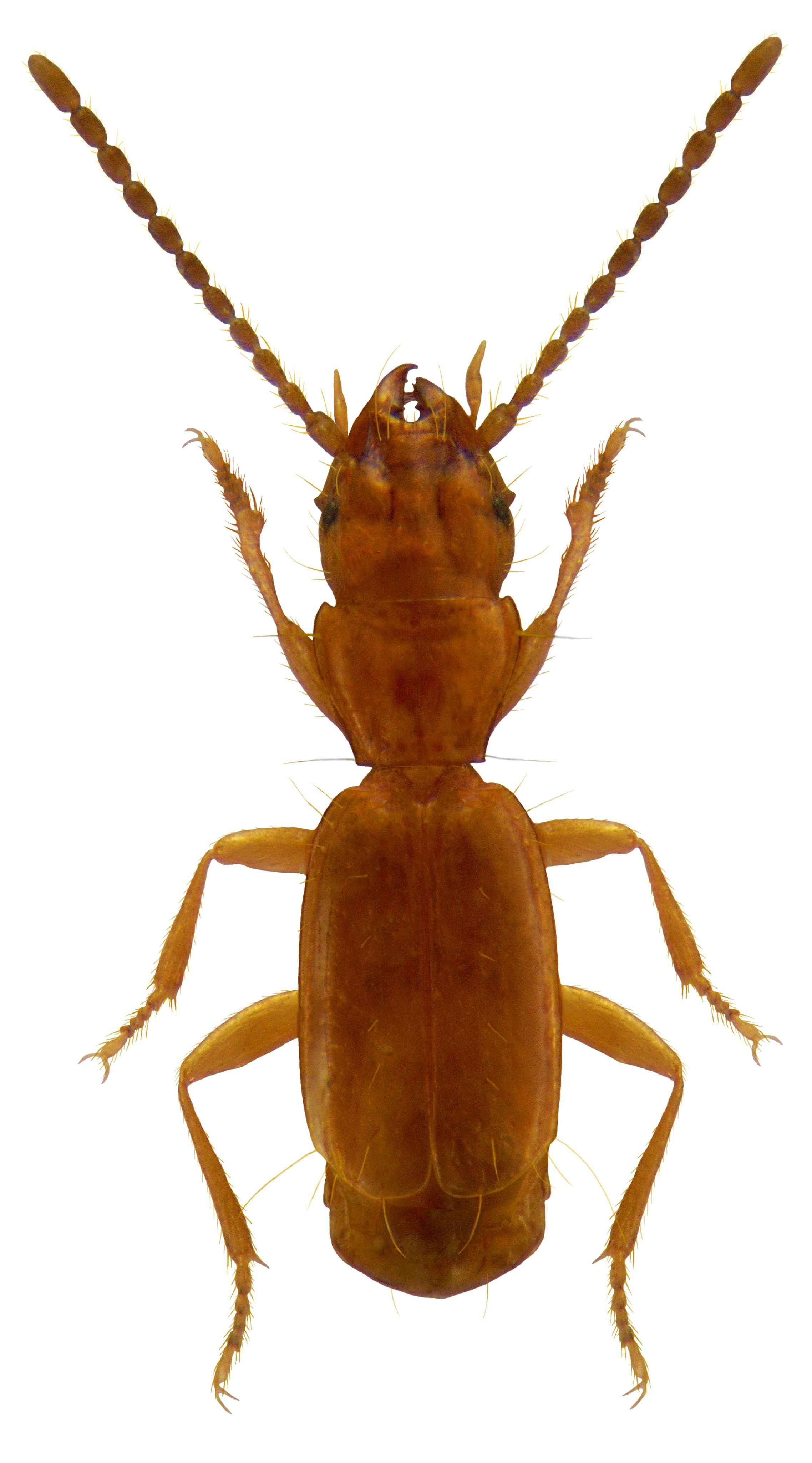